# Pilar Ulzurrun de Asanza y Peralta
Pilar Ulzurrun de Asanza y Peralta (Zaragoza, 1785-Madrid, 1864), pintora, fue una de las primeras mujeres que logró ingresar en la Real Academia de Bellas Artes de San Carlos de València (siendo la primera la pintora Micaela Ferrer). Lo hizo como académica de mérito en julio de 1804 con la obra actualmente titulada 'Mujer en un jardín', que forma parte de la colección de esta institución cultural que se halla depositada en el Museo de Bellas Artes de Valencia. Perteneciente a la aristocracia aragonesa, consiguió también meses después, en enero de 1805, ser nombrada académica de mérito de la Real Academia de Nobles y Bellas Artes de San Luis de Zaragoza. Años más tarde, se casó con el pintor José Ribelles y Felip.

## Reseña biográfica
Hija de Apolonia Peralta y Balda y de Julián Ulzurrun de Asanza y Moreno, marqueses de Tosos, Pilar Ulzurrun de Asanza y Peralta, nació en 1785 en Zaragoza en el seno de una familia acomodada. Cuando pocas mujeres habían dado el paso de buscar un reconocimiento explícito a su faceta artística, Pilar Ulzurrun decidió solicitar su ingreso en la Real Academia de Bellas Artes de San Carlos de València dirigiéndose al conde de Contamina, que había elogiado su trabajo mientras tomaba clases de pintura en una visita a la capital aragonesa. Aportó para ello un dibujo realizado a lápiz y copiado de una estampa en el que se representaba una media figura de mujer y que actualmente forma parte de la colección de la Real Academia de Bellas Artes de San Carlos en el Museo de Bellas Artes de València con el título 'Mujer en un jardín'. La pintora fue aceptada como académica de mérito por la institución valenciana en julio de 1804, lo que la animó a presentar también su candidatura a la de San Luis de Zaragoza, con un dibujo a lápiz y tinta china sobre papel del profeta Jael, copia del techo de la Capilla Sixtina del Vaticano, que le valió en enero de 1805 su ingreso también en la academia aragonesa. Pilar Ulzurrun contrajo matrimonio en 1814 con el pintor de origen valenciano José Ribelles y Felip, con quien tuvo un hijo. Al contrario de lo que ocurrió con el trabajo artístico de su marido, que gozó de proyección pública —José Ribelles se relacionó con Goya y fue pintor de cámara de Fernando VII—, el rastro de la obra de Pilar Ulzurrun no se puede seguir en museos y salas de exposición, sino que —más allá del dibujo anteriormente mencionado 'Mujer en un jardín'— hay que buscarlo en la historiografía de la época y en documentos administrativos.
Su consideración como "pintora de afición" no parece ser una etiqueta aislada, sino una constante que se daba en las mujeres que accedían a las academias artísticas en este periodo y que es interpretada, a la luz de las investigaciones feministas, como una muestra de que la incorporación de pleno derecho a estas instituciones fue muy posterior.